# 하나이앤엠 홀딩스
하나이앤엠 홀딩스는 A&R 전문 그룹으로 엔터테인먼트 사업에 가장 필요한 마케팅 및 글로벌 전략을수립하고 실행하는 대한민국 유일한 엔터테인먼트 에이전시이다.